# Kathryn Joosten
Kathryn Joosten, właściwie Kathryn Rausch (ur. 20 grudnia 1939 w Chicago w Illinois, zm. 2 czerwca 2012 w Westlake Village w Kalifornii) – amerykańska aktorka reklamowa, aktorka telewizyjna i aktorka filmowa.

## Życiorys
Urodziła się jako w Chicago w stanie Illinois w rodzinie holendersko-niemieckiej.
Początkowo pracowała jako pielęgniarka w szpitalu psychiatrycznym Michaela Reese w Chicago.
W 1982 w wieku 42 lat, po dwóch latach od rozwodu zaczęła grać w teatrze.

## Życie prywatne
W 1980 roku rozwiodła się z powodu alkoholizmu męża. Miała z nim dwóch synów.

## Śmierć
2 czerwca 2012 w Westlake Village zmarła na raka płuc po jedenastu latach walki z chorobą.

## Kariera
Dwukrotna laureatka nagrody Emmy za rolę Karen McCluskey, granej w serialu Gotowe na wszystko (w latach 2005 i 2008 w kategorii „wybitna aktorka gościnna w serialu komediowym”). Była nominowana w tej kategorii do tej nagrody jeszcze w 2010 i pośmiertnie w 2012.

## Nagrody
- Nagroda Emmy 2 wygrane (2010): Najlepszy gościnny występ w serialu komediowym-aktorka: (2005 i 2008) Gotowe na wszystko za rolę Karen McCluskey

## Filmografia
| Rok         | Film/serial                                    | Postać                             |
| ----------- | ---------------------------------------------- | ---------------------------------- |
| 2011        | Moda na sukces                                 | ona sama                           |
| 2009        | Alvin i wiewiórki 2                            | ciocia Jackie                      |
| 2008        | Opowieści na dobranoc                          | Pani Dixon                         |
| 2007        | Więzy życia                                    | pani Brown                         |
| 2007        | Nie ma to jak hotel w odcinku Nie za słodka 16 | babcia Maddie                      |
| 2005        | Na imię mi Earl                                | Mama Donny’ego                     |
| 2005        | Osaczony                                       | Louise                             |
| 2005        | Ojcowie i synowie                              | Mama Gene’a                        |
| 2005        | McBride: Czas umrzeć, madame                   | Sędzia Broderick                   |
| 2005        | Halfway Decent                                 | Matka Bonnie’go                    |
| 2005        | Taking Your Life                               | Helen                              |
| 2005        | Chirurdzy                                      | Pani Drake                         |
| 2005        | Polowanie na druhny                            | Mama Chazz’a                       |
| 2005 – 2012 | Gotowe na wszystko                             | Karen McCluskey                    |
| 2004        | Wygraj randkę                                  | Pani Stemkowski                    |
| 2004        | Breaking Dawn                                  | Sąsiadka                           |
| 2004        | W pułapce ognia                                | Panna Knight                       |
| 2003        | A.U.S.A.                                       | Ginny Romano                       |
| 2003        | Red Roses and Petrol                           | Pielęgniarka                       |
| 2003        | Tajemniczy filantrop                           | Winifred                           |
| 2003–2005   | Joan z Arkadii                                 | Stara Pani                         |
| 2003        | Highway to Oblivion                            | Nancy                              |
| 2002–2004   | Life with Bonnie                               | Phyllis                            |
| 2002–2006   | Everwood                                       | Pani Hammerhill                    |
| 2002        | Detektyw Monk                                  | Pielęgniarka                       |
| 2002        | Less Than Perfect                              | Starsza pani                       |
| 2002        | Cojones                                        | Starsza pani                       |
| 2002        | Lehi’s Wife                                    | Ida Smith                          |
| 2001–2004   | Babski oddział                                 | Constance „Connie” Langtry         |
| 2001        | Magiczny amulet                                | Pielęgniarka                       |
| 2001        | Hoży doktorzy                                  | Pani Tanner                        |
| 2001–2002   | Jak dwie krople wody                           |                                    |
| 2000−2002   | Tragikomiczne wypadki z życia Titusa           | Betty                              |
| 2000−2003   | Świat nonsensów u Stevensów                    | Edna Manning                       |
| 2000        | Tak, kochanie                                  | Claire Atkinson                    |
| 2000        | Kochane kłopoty                                | Mazie Fortner                      |
| 2000–2006   | Zwariowany świat Malcolma                      | Claire                             |
| 2000        | Strong Medicine                                | Pani Nolan                         |
| 2000        | Hellraiser V: Wrota piekieł                    | matka Josepha                      |
| 1999–2005   | Potyczki Amy                                   | Sędzia Drabowsky                   |
| 1999–2002   | Powrót do Providence                           | Pani Nielsen                       |
| 1999–2006   | Prezydencki poker                              | Dolores Landingham                 |
| 1999–2000   | Thanks                                         | Pani Sturges                       |
| 1999–2006   | Prezydencki poker                              | Dolores Landingham (1999–2001)     |
| 1999        | Kiss Toledo Goodbye                            | Kobieta na wózku inwalidzkim       |
| 1998–2004   | Jak pan może, panie doktorze?                  | Pani Goldsmith                     |
| 1998–2006   | Czarodziejki                                   | Żona                               |
| 1998        | Diabli nadali                                  | Maureen                            |
| 1998–2006   | Will & Grace                                   | Felicia (2004)                     |
| 1998        | Pomoc domowa                                   | Oddziałowa                         |
| 1998        | Phoenix                                        | Esther                             |
| 1997–2002   | Ally McBeal                                    | Siostra Alice                      |
| 1997–1998   | Brooklyn South                                 | Pani Morag Westbrook               |
| 1997–2002   | Dharma i Greg                                  | Kobieta w podeszłym wieku / Claire |
| 1997–2003   | Ja się zastrzelę                               | Pani Pierce                        |
| 1997–2003   | Buffy: Postrach wampirów                       | Genevive Holt                      |
| 1997        | Drużbowie                                      | Edie                               |
| 1996–2000   | Portret zabójcy                                | Morganna Styles                    |
| 1996–2002   | Arli$$                                         | Matka Kirby’ego                    |
| 1996–2001   | Trzecia planeta od słońca                      | Dama w kawiarni                    |
| 1996–1997   | Boston Common                                  | Pani Schuster                      |
| 1996−1999   | Tracey Takes On...                             | Kelnerka                           |
| 1996        | Skandal w Hollywood                            | Pani Oshotz                        |
| 1996–2002   | Spin City                                      | Siostra Agnes                      |
| 1995        | Stranger Beside Me, The                        |                                    |
| 1995-2004   | The Drew Carey Show                            | Natalie                            |
| 1993–2002   | Z Archiwum X                                   | Agentka Edie Boal                  |
| 1993–2005   | Nowojorscy gliniarze                           | Pani Prows                         |
| 1991–1999   | Pan Złota Rączka                               | Thelma McCreedy                    |
| 1991–1998   | Niegrzeczni panowie                            | Sprzedawczyni (odcinek 19)         |
| 1989        | Przesyłka                                      | Kelnerka                           |
| 1988–1997   | Roseanne                                       |                                    |
| 1985        | Lady Blue                                      | Margo                              |
| 1984        | U.S.A.Grandview                                | Pani Clark                         |